# جنگل (محیط)

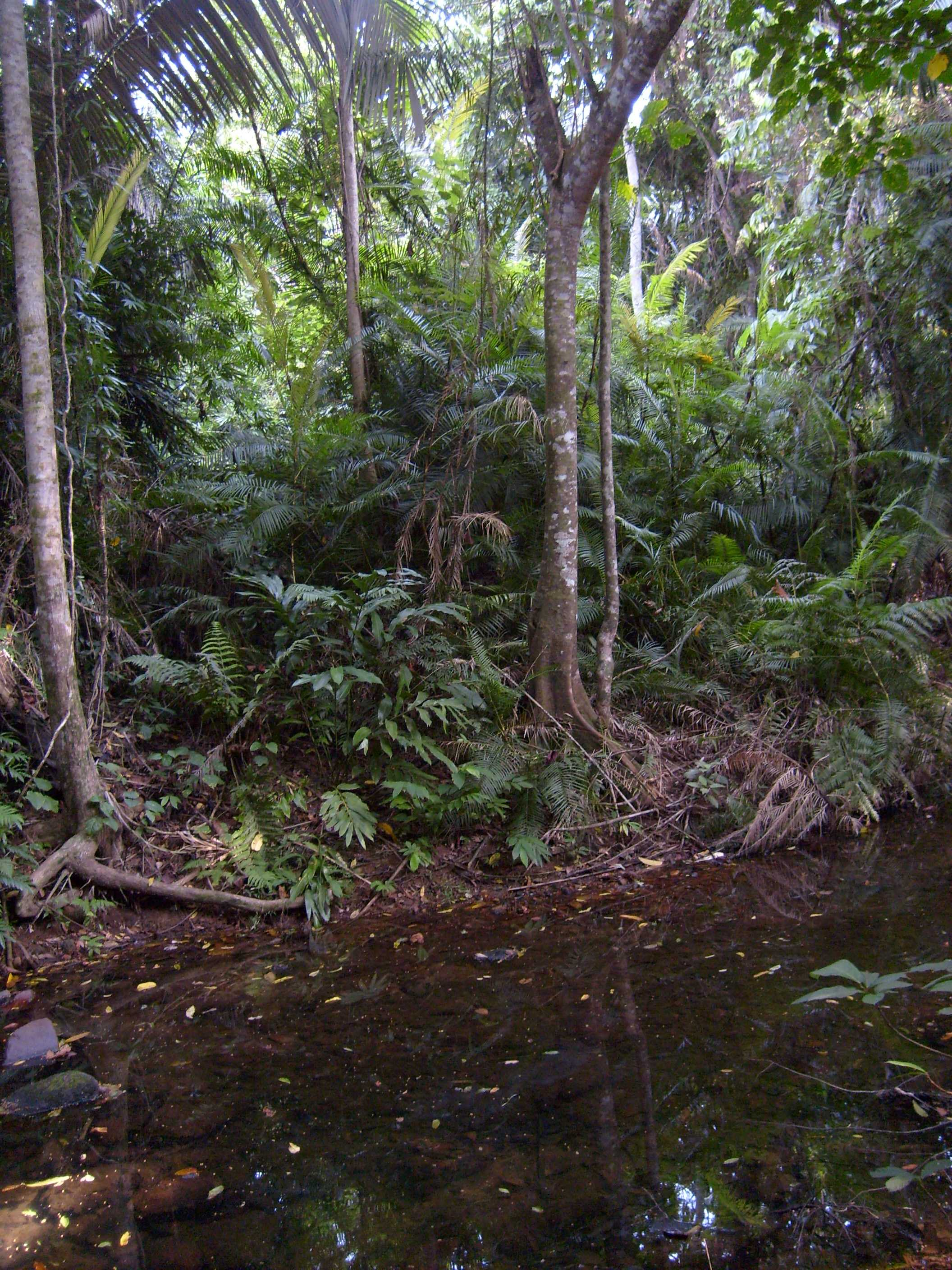
جنگل در جزیرهٔ تیومان، مالزی

جنگل (به سانسکریت: जङ्गल)، (به انگلیسی: Jungle)، زمین‌های پوشیده از پوشش گیاهی متراکم تحت سلطهٔ درختان است. معنی کاربردی این واژه در طول چند سدهٔ گذشته تا حد زیادی متفاوت بوده است. جنگل در ادبیات غربی می‌تواند معنی یک فضای کمتر متمدن یا سرکش، و خارج از کنترل تمدن را نمایندگی کند: که این در گفتمان استعمار در راج بریتانیا به مجتمع جنگل نسبت داده شده است؛ بنابراین، احتمالاً نزدیکترین اصطلاح علمی معادل آن می‌تواند جنگل‌های موسمی و فصلی مناطق استوایی باشد.

## بن‌واژه

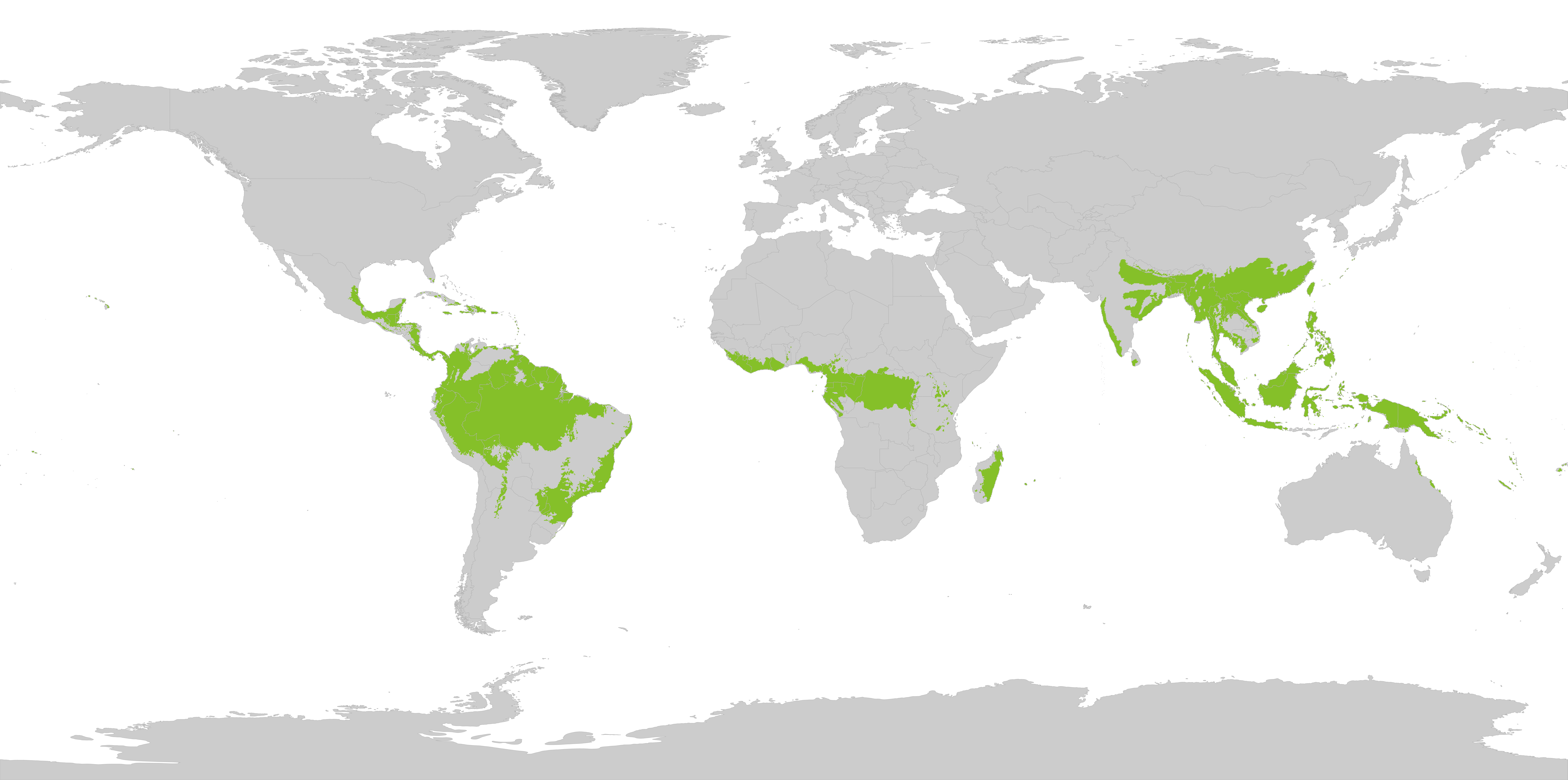
نقشه پراکندگی جنگل‌های بارانی و استوایی کره زمین

واژهٔ جنگل از زبان سانسکریت و واژهٔ «جنگالا» (سانسکریت: जङ्गल)، به معنی زمین‌های کشت نشده سرچشمه می‌گیرد. اگرچه کلمهٔ سانسکریت اشاره به زمین خشک (بایر) دارد، به باور یک تفسیر انگلیسی-هندی مفهوم این واژه به معنی انبوه و یک "بیشهٔ درهم" پیچیده نزدیک به "tangled thicket" در انگلیسی مرتبط است. در حالی‌که دیگران هم استدلال کرده‌اند که یک واژهٔ هم‌ریشه در زبان اردو به جنگل اشاره دارد. این اصطلاح در بسیاری از زبان‌ها از شبه قارهٔ هند، و فلات ایران، جایی که معمولاً برای اشاره به جایی که رشد گیاه جایگزین جنگل‌های بسیار کهن شده یا به پوشش گیاهی گرمسیری که مناطق به حال خود رها شده را پوشش می‌دهند.

## حیات وحش
از آنجا که پیدیدهٔ ییدایش جنگل در همهٔ خشکی‌های مسکونی رخ می‌دهد و ممکن‌است پوشش گیاهی گوناگون و انواع زمین را در ترکیب خود داشته‌باشد، نمی‌توان تعریف جامعی از «حیات وحش جنگل» مشخص کرد. این حیات متشکل و شامل زیاگان (موجودات زنده)، نوع زمین و منطقه است.